# ゆびきり (テレビドラマ)
『ゆびきり』は、1973年1月25日から4月19日まで、木曜日午後8時台にTBS系で放送されたテレビドラマである。56分間、全13回。

## 概要
かつて妻のために大学を中退した夫と、その夫を再び大学に入学させたいと奮闘する妻、そしてその子供達とのふれあいを描いたホームドラマである。夫の「パパさん」は、子供たちに「です、ます」と敬語を使うほどの上品な若いパパ、対して長山藍子演じる「かあちゃん」は、料理が上手で子供たちを大声でしかり飛ばす、「昭和のおっかさん」である。
当時としては珍しくなりつつあった、「貧乏人の子だくさん」を地で行き、5人の子供が出演（全員小学生）。
パパさんは毎日勉強し、家計をかあちゃんが支える。コロッケパンはじめ調理パンを手作りで売る店を営む。近所でも評判のおしどり夫婦で、この一家のほか、和裁を内職する家も登場してからむ。仕上げた着物を「池袋のデパート」に卸すなど、昭和中期の、昔ながらの日本文化を継承しつつも高度成長期への階段を駆け上がろうとする東京の風俗をよく伝えた。
最高視聴率が第1回の49.8%を記録し、1972年に放送された『ありがとう』に次いでTBSのドラマ部門では第2位。
関西地区の最高視聴率は3月22日放送分の42.6％。

## 出演
- 広野橋蔵（パパさん）：石坂浩二
- 広野花子（かあちゃん）：長山藍子
- 広野東（長女）：大木智子
- 広野吉平（長男）：高野浩幸
- 広野南（次女）：高橋ゆかり
- 広野末男（次男）：水野哲
- 広野〆子（三女）：瀬島充貴
- 斉藤延寿（校長先生）：松村達雄
- 斉藤治子（校長夫人）：葦原邦子
- 桜井とわ：宝生あやこ
- 桜井ひかり：上村香子
- 大野八大：尾藤イサオ
- 有紀：岩本多代
- せい子：深谷みさお
- 京子：松井美知子
- 大木亀男：寺町孝司
- 直吉：桜井センリ
- 邦子：はらなつめ
- 伊沢：宗方勝巳
- 沢田信吉：清水将夫
- 沢田夫人：佐々木すみ江
- 団地の老婆：田中筆子

## 主題歌
「ゆびきり」（作詞：石坂浩二、作曲・歌：佐良直美）

## スタッフ
- プロデューサー：川俣公明
- 脚本：小松君郎
- 演出：橋本信也
- 制作：テレパック、TBS

## 再放送
BSデジタル放送のBS12 トゥエルビで、2018年3月15日から4月2日まで再放送された。